# Österreichischer Gewerkschaftsbund Tirol

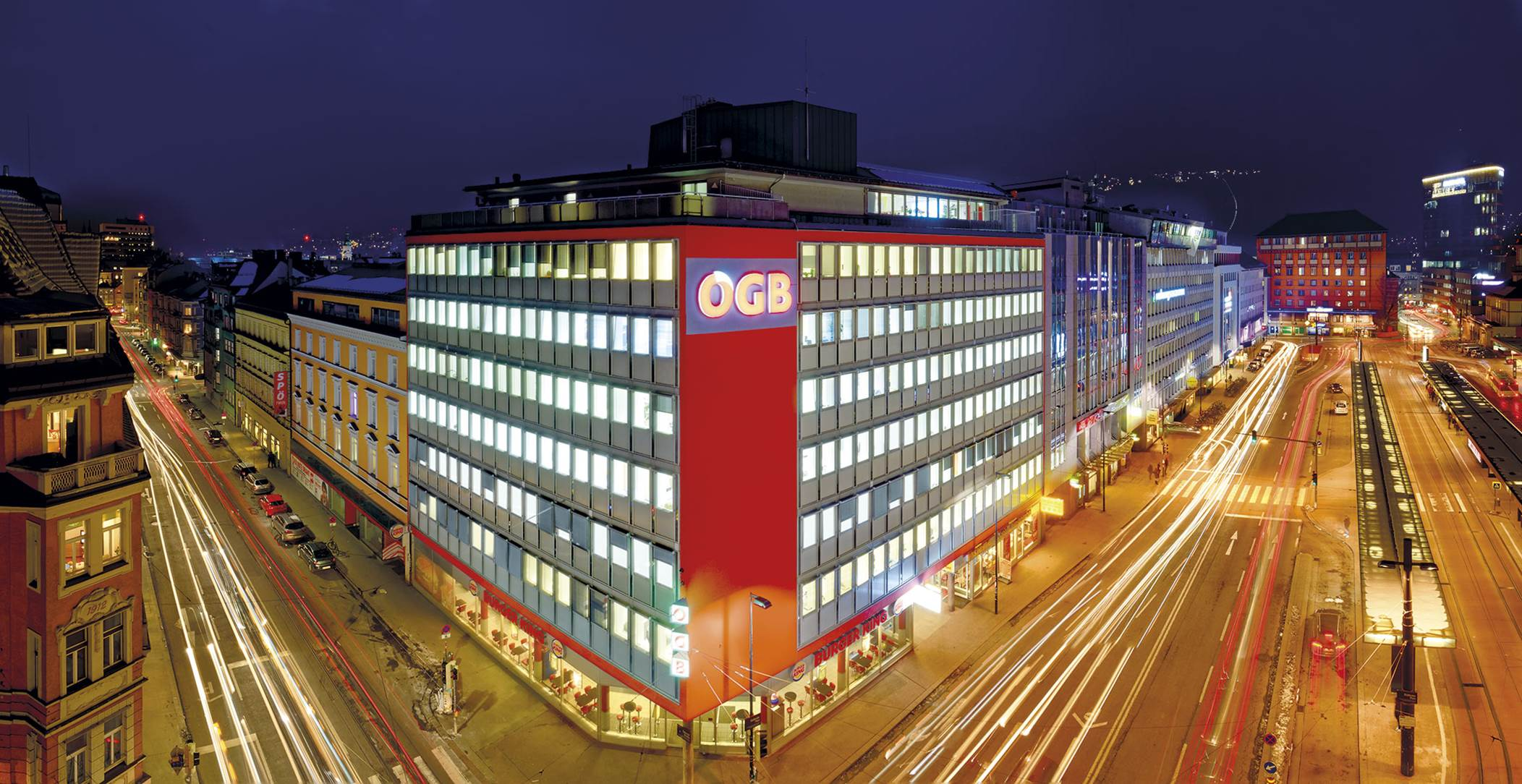
In diesem Gebäude gegenüber dem Innsbrucker Hauptbahnhof befindet sich der ÖGB Tirol unter der Adresse: Südtiroler Platz 14–16.

Der Österreichische Gewerkschaftsbund Tirol (ÖGB Tirol) ist eine überparteiliche Interessenvertretung unselbstständiger Erwerbstätiger mit 63.858 Mitgliedern (Stand: 31. Dezember 2018). Der Österreichische Gewerkschaftsbund und seine sieben Teilgewerkschaften vertreten die Interessen der Arbeitnehmer gegenüber Arbeitgebern, Staat und Parteien.

## Geschichte

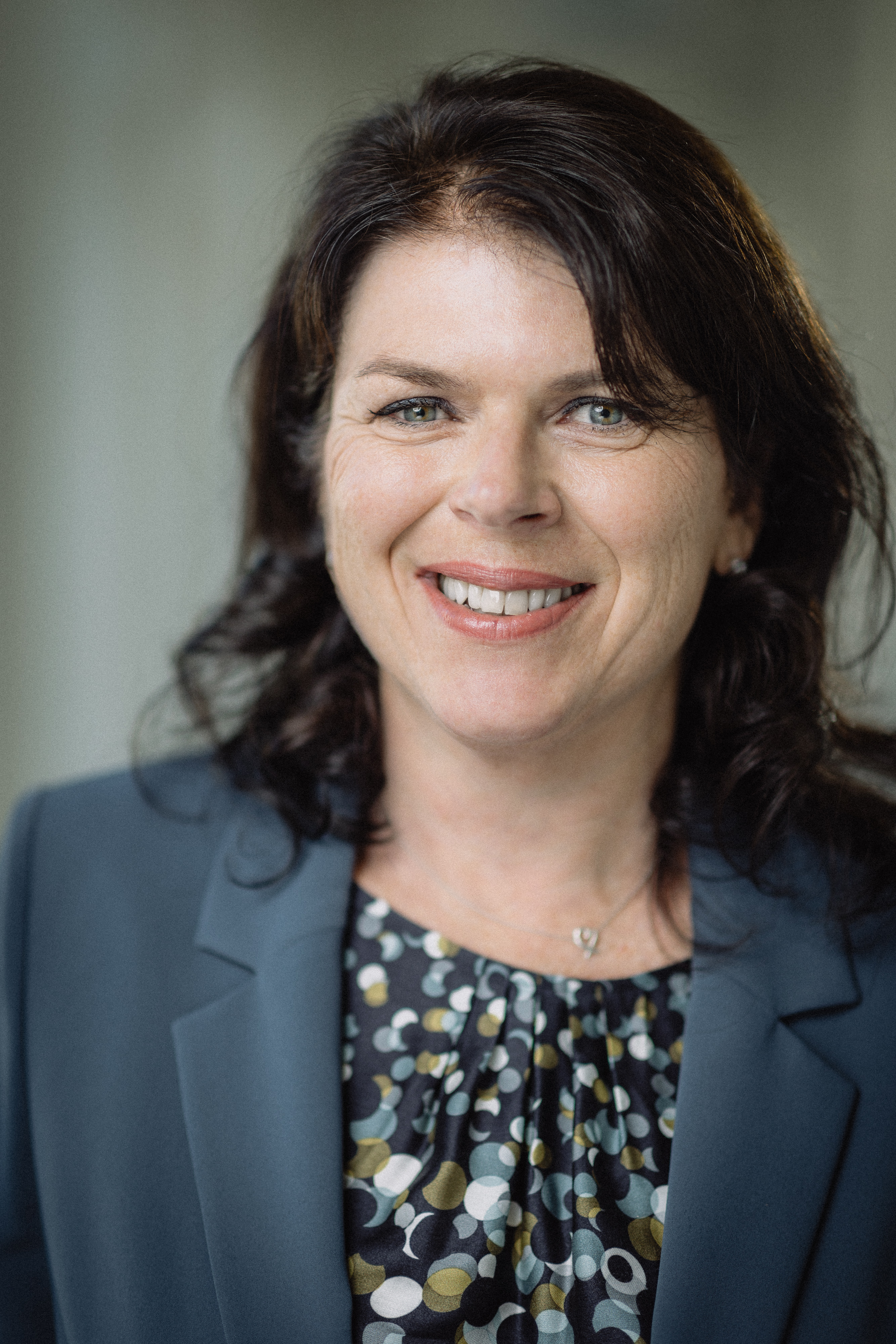
Sonja Föger-Kalchschmied ist seit Jänner 2025 Vorsitzende des ÖGB Tirol.

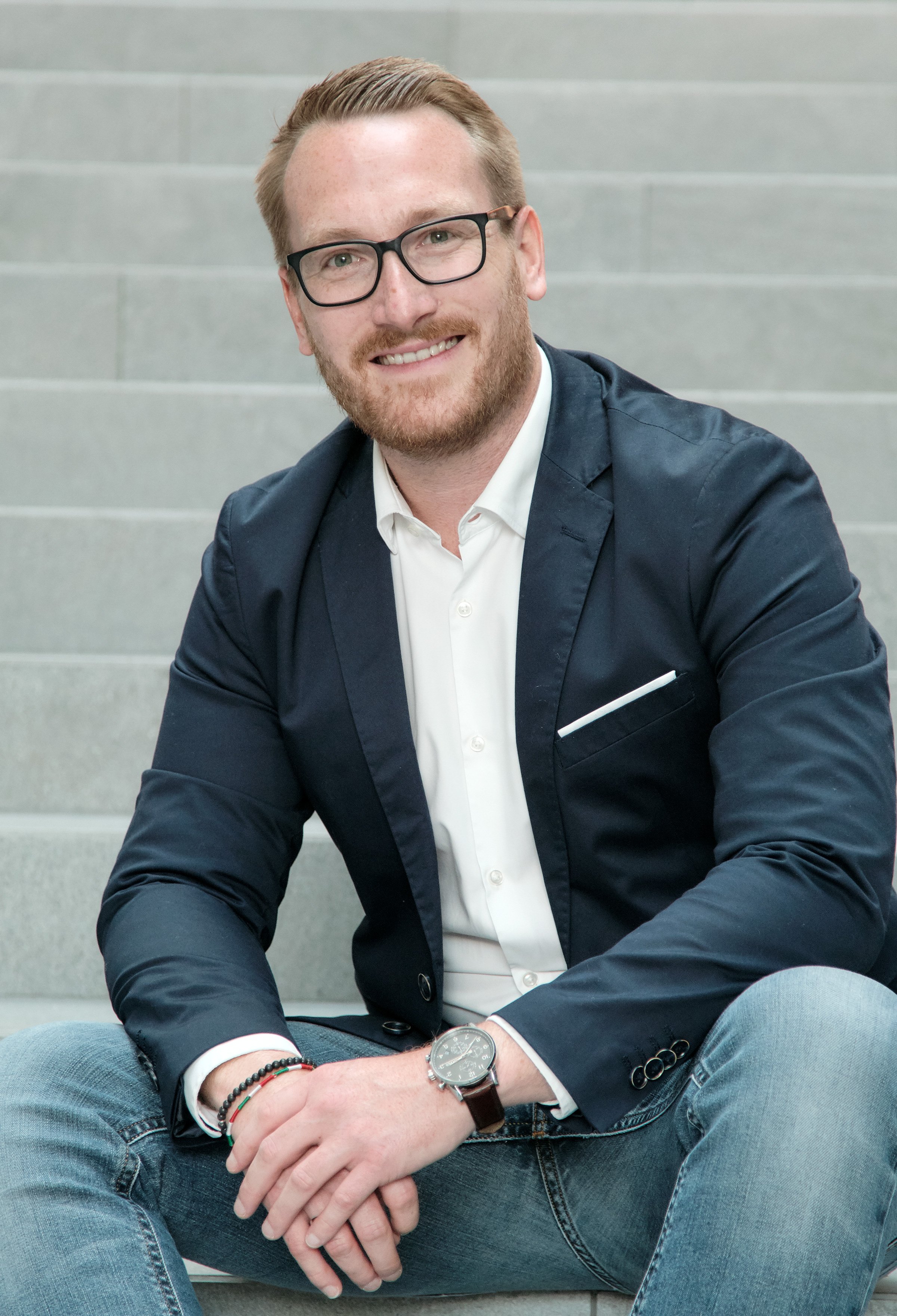
Philip Wohlgemuth war ab Juni 2017 Vorsitzender des ÖGB Tirol.

Im Jahr 2015 feierte der ÖGB Tirol sein 70-jähriges Bestandsjubiläum.
Landesvorsitzende ist seit Jänner 2025 Sonja Föger-Kalchschmied. Zuvor war ab Juni 2017 Philip Wohlgemuth Landesvorsitzender. Er folgte in dieser Funktion Otto Leist nach.
Derzeitige ÖGB-Landesfrauenvorsitzende ist Karin Brennsteiner. Berke Erdogan ist ÖGB-Landesjugendvorsitzender und Johanna Wieser steht den ÖGB-LandespensionistInnen vor.

## Landesvorsitzende
- 1957–1970: Alois Eichler
- 1970–1986: Karl Gruber
- 1986–1994: Walter Lenzi
- 1994–2000: Gerhard Schneider
- 2000–2008: Franz Reiter
- 2008–2010: Gerhard Schneider
- 2010–2017: Otto Leist
- 2017–2025: Philip Wohlgemuth[3]
- seit 2025: Sonja Föger-Kalchschmied[3]